# Il dottor Antonio (film 1937)
Il dottor Antonio è un film del 1937 diretto da Enrico Guazzoni, tratto dal romanzo omonimo di Giovanni Ruffini.

## Trama
Nel periodo risorgimentale, un medico soccorre una giovane inglese gravemente ferita e se ne innamora. L'uomo però fa anche parte della Carboneria e deve abbandonare la ragazza per partecipare alla rivolta napoletana del 1848. Qui viene arrestato e condannato a vari anni di prigionia, ma la fidanzata inglese lo raggiunge, corrompe un carceriere e riesce così ad aiutarlo a fuggire.
Si tratta del secondo film in assoluto girato nell'isola d'Ischia, dopo "Il Corsaro Nero" (girato nel 1936 e uscito nel 1937).

## Distribuzione
Il film venne distribuito nel circuito cinematografico italiano il 12 dicembre del 1937.